# روضة الشعري
روضة الشعري هي لاعبة جودو تونسية وُلدت في 4 فبراير 1973، ومثلت تونس في دورة الألعاب الأولمبية الصيفية عام 1996 في منافسات الوزن الخفيف (وزن أقل من 56 كيلوغرام) للسيدات. عملت روضة الشعري مدربة للمنتخب التونسي للجودو للسيدات، وحصلت في عام 2021 على جائزة المشعل الأولمبي للتأطير الفني.

## المشاركات والميداليات
شاركت روضة الشعري في عدة نسخ من بطولة إفريقيا للجودو، وحصلت على الميدالية الذهبية في بطولة أفريقيا للجودو عام 1996 في منافسات الوزن الخفيف، كما شاركت في عام 1997 في دورة ألعاب البحر الأبيض المتوسط التي أقيمت في مدينة باري بإيطاليا حيث تمكنت من أحراز الميدالية البرونزية.
شاركت روضة الشعري أيضًا في دورة الألعاب الأولمبية الصيفية عام 1996 التي أقيمت في مدينة أتلانتا بالولايات المتحدة الأمريكية، ولكنها لم تمجح في التأهل للدور النهائي من البطولة بعدما خسرت أمام لاعبة الجودو البريطانية نيكولا فيربروذر. ويوضح الجدول التالي أهم المُسابقات والبطولات التي شاركت فيها روضة الشعري، وأبرز الميداليات والألقاب التي حققتها في البطولات والمسابقات المختلفة:
| العام | المسابقة                                | المكان                              | المنافسات                                         | الترتيب/الميدالية                   | ملاحظات          |
| ----- | --------------------------------------- | ----------------------------------- | ------------------------------------------------- | ----------------------------------- | ---------------- |
| 1995  | دورة الألعاب الأفريقية                  | هراري، زيمبابوي                     | منافسات الوزن الخفيف (أقل من 56 كيلوغرام) للسيدات | المركز الثاني (الميدالية الفضية)    |                  |
| 1996  | بطولة إفريقيا للجودو                    | بريتوريا، جنوب أفريقيا              | منافسات الوزن الخفيف (أقل من 56 كيلوغرام) للسيدات | المركز الأول (الميدالية الذهبية)    |                  |
| 1996  | دورة الألعاب الأولمبية الصيفية عام 1996 | أتلانتا، الولايات المتحدة الأمريكية | منافسات الوزن الخفيف (أقل من 56 كيلوغرام) للسيدات | لم تتأهل                            | خرجت من الدور 64 |
| 1997  | دورة ألعاب البحر الأبيض المتوسط         | باري، إيطاليا                       | منافسات الوزن الخفيف (أقل من 56 كيلوغرام) للسيدات | المركز الثالث (الميدالية البرونزية) |                  |